# Vườn quốc gia Garigal
Vườn quốc gia Garigal là một vườn quốc gia ở bang New South Wales, Úc, cách trung tâm thành phố Sydney 20 km về phía bắc. Vườn quốc gia này hơi cắt rời và gồm các khu vực sau:
- Chung quanh Vịnh Bantry giữa các thị trấn ngoại ô Killarney Heights cùng Forestville ở phía tây và Wakehurst Parkway (cùng Manly Dam Reserve) ở phía đông.
- Dọc theo Middle Harbour và Middle Harbour Creek giữa các thị trấn ngoại ô Killarney Heights, Forestville, Frenchs Forest, Davidson, Belrose ở phía tây, và các thị trấn ngoại ô East Lindfield, East Killara, St Ives ở phía đông, lên tận phía bắc tới Mona Vale Road (nơi giáp ranh Vườn quốc gia Ku-ring-gai Chase).
- Ở phía nam Mona Vale Road, vườn này trải dài về phía đông tới các thị trấn ngoại ô Elanora và Narrabeen Lagoon

Các đường mòn trong vườn được các người đi bộ và người đi xe đạp leo núi ưa thích, đặc biệt các đường mòn giữa Belrose và St Ives trong khu gọi là Cascades theo tên đường Cascades chạy qua đây. Các đường mòn khác là đường Heath Track và Bare Creek Track.

## Tên gọi

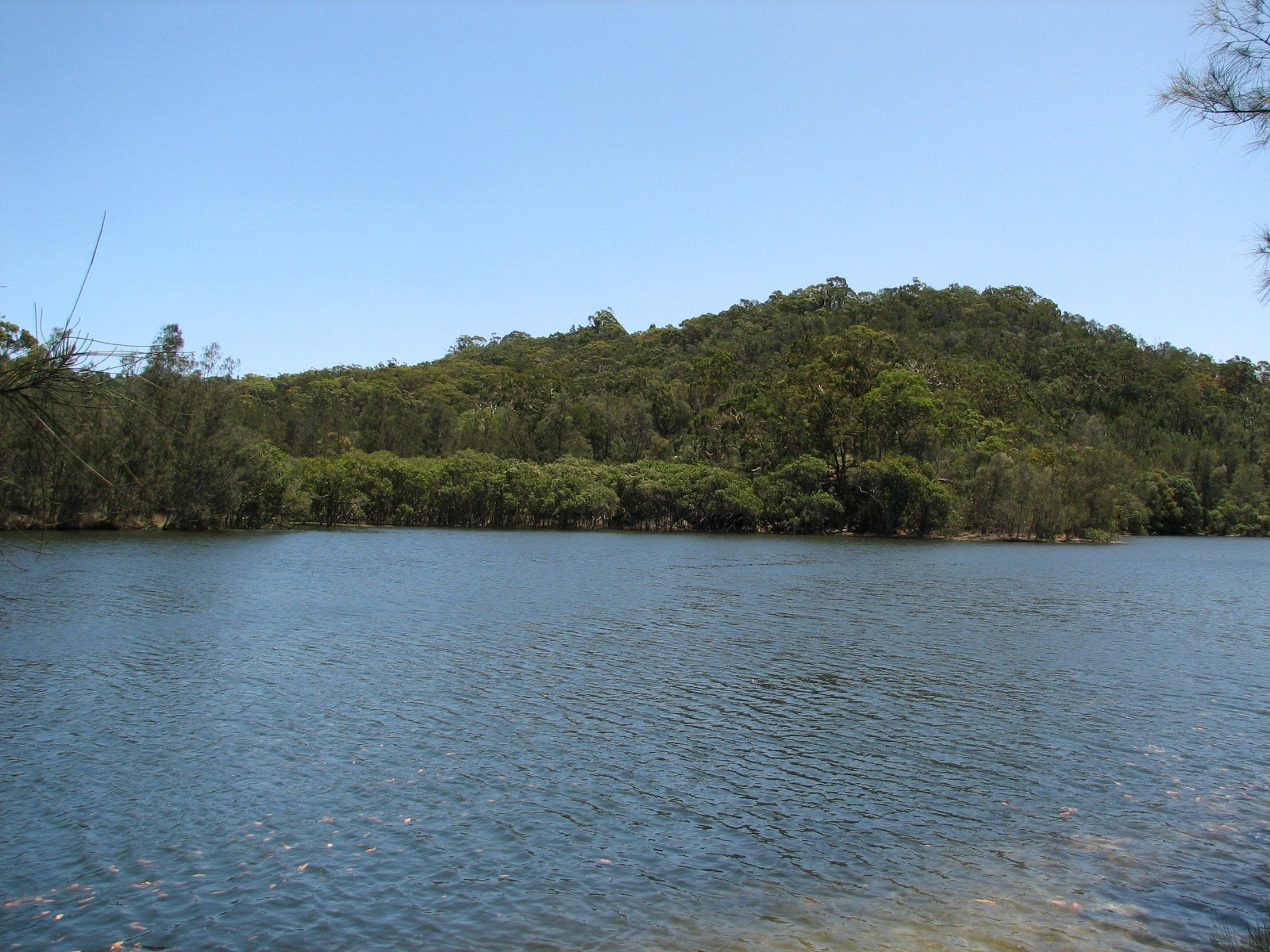
Cảnh Middle Harbour

Tên Garigal lấy từ tên bộ tộc Ku-ring-gai, một bộ tộc thổ dân trước đây đã sống trong khu vực này. Lưu trữ ngày 1 tháng 5 năm 2008 tại Wayback Machine

## Hệ động vật
Vườn quốc gia Garigal là nơi cư trú của nhiều loài động vật và chim muông, các loài bò sát như rắn, các động vật có vú (chuột túi, koala (gấu túi), wallabies (động vật có túi giống kangaroo, nhưng nhỏ hơn)). Lưu trữ ngày 15 tháng 6 năm 2005 tại Wayback Machine
Cũng có một số động vật có hại được đua vào, như thỏ và chồn.